# Symplectoscyphus effusus
Symplectoscyphus effusus är en nässeldjursart som beskrevs av Vervoort 1993. Symplectoscyphus effusus ingår i släktet Symplectoscyphus och familjen Sertulariidae. Inga underarter finns listade i Catalogue of Life.